# Solérieux
Solérieux – miejscowość i gmina we Francji, w regionie Owernia-Rodan-Alpy, w departamencie Drôme.
Według danych na rok 1990 gminę zamieszkiwały 173 osoby, a gęstość zaludnienia wynosiła 20 osób/km² (wśród 2880 gmin regionu Rodan-Alpy Solérieux plasuje się na 1450. miejscu pod względem liczby ludności, natomiast pod względem powierzchni na miejscu 1229.).